# 錫古爾達

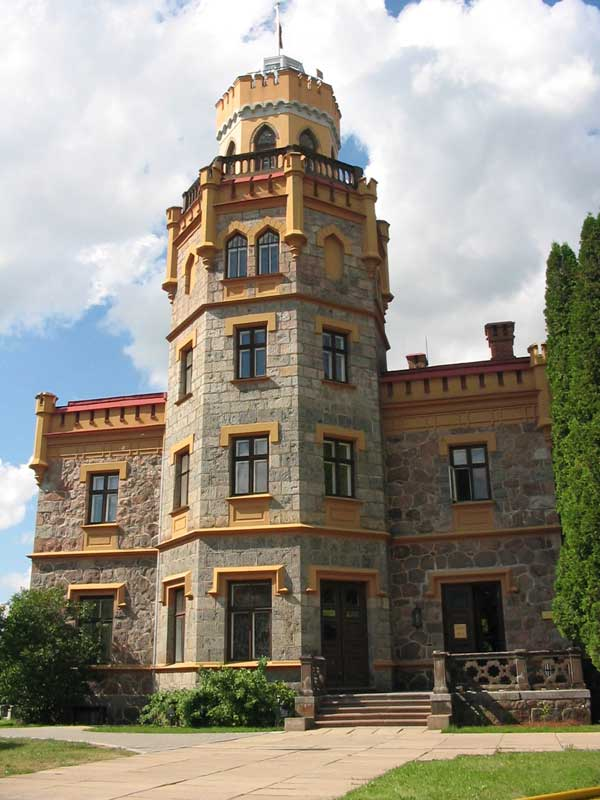
錫古爾達城堡

錫古爾達是拉脫維亞錫古爾達市鎮内的城鎮及其行政中心，位於該國中部的高亞河畔，距離首都里加53公里，始建於1207年，面積18.2平方公里，海拔高度98米，是熱門的旅遊地點，2011年人口11,200。

## 外部連結
- Tourist information office of Sigulda （页面存档备份，存于）